# French Open 2009
Die 108. French Open fanden vom 24. Mai bis zum 7. Juni 2009 in Paris im Stade Roland Garros statt.
Titelverteidiger waren im Einzel Rafael Nadal bei den Herren und Ana Ivanović bei den Damen. Im Herrendoppel waren Pablo Cuevas und Luis Horna und im Damendoppel waren Anabel Medina Garrigues und Virginia Ruano Pascual die Titelverteidiger. Titelverteidiger im Mixed waren Wiktoryja Asaranka und Bob Bryan.
Im Herreneinzel gewann erstmals Roger Federer. Er siegte im Finale gegen Robin Söderling, der zuvor dem vierfachen Titelträger Nadal seine erste Niederlage in Roland Garros zugefügt hatte. Im Dameneinzel siegte Swetlana Kusnezowa und feierte damit ihren zweiten Grand-Slam-Sieg ihrer Karriere. Lukáš Dlouhý und Leander Paes waren im Herrendoppel, Anabel Medina Garrigues und Virginia Ruano Pascual im Damendoppel siegreich. Den Titel in der Mixed-Konkurrenz holten sich Liezel Huber und Titelverteidiger Bob Bryan.

## Herreneinzel
Setzliste
| Nr. | Spieler               | Erreichte Runde |
| --- | --------------------- | --------------- |
| 01. | Rafael Nadal          | Achtelfinale    |
| 02. | Roger Federer         | Sieg            |
| 03. | Andy Murray           | Viertelfinale   |
| 04. | Novak Đoković         | 3. Runde        |
| 05. | Juan Martín del Potro | Halbfinale      |
| 06. | Andy Roddick          | Achtelfinale    |
| 07. | Gilles Simon          | 3. Runde        |
| 08. | Fernando Verdasco     | Achtelfinale    |
| 09. | Jo-Wilfried Tsonga    | Achtelfinale    |
| 10. | Nikolai Dawydenko     | Viertelfinale   |
| 11. | Gaël Monfils          | Viertelfinale   |
| 12. | Fernando González     | Halbfinale      |
| 13. | Marin Čilić           | Achtelfinale    |
| 14. | David Ferrer          | 3. Runde        |
| 15. | James Blake           | 1. Runde        |
| 16. | Tommy Robredo         | Viertelfinale   |

| Nr. | Spieler               | Erreichte Runde |
| --- | --------------------- | --------------- |
| 17. | Stanislas Wawrinka    | 3. Runde        |
| 18. | Radek Štěpánek        | 3. Runde        |
| 19. | Tomáš Berdych         | 1. Runde        |
| 20. | Marat Safin           | 2. Runde        |
| 21. | Dmitri Tursunow       | 1. Runde        |
| 22. | Mardy Fish            | 1. Runde        |
| 23. | Robin Söderling       | Finale          |
| 24. | Jürgen Melzer         | 3. Runde        |
| 25. | Igor Andrejew         | 3. Runde        |
| 26. | Ivo Karlović          | 1. Runde        |
| 27. | Rainer Schüttler      | 1. Runde        |
| 28. | Feliciano López       | 2. Runde        |
| 29. | Philipp Kohlschreiber | Achtelfinale    |
| 30. | Victor Hănescu        | Achtelfinale    |
| 31. | Nicolás Almagro       | 3. Runde        |
| 32. | Paul-Henri Mathieu    | 3. Runde        |

## Dameneinzel
Setzliste
| Nr. | Spielerin           | Erreichte Runde |
| --- | ------------------- | --------------- |
| 01. | Dinara Safina       | Finale          |
| 02. | Serena Williams     | Viertelfinale   |
| 03. | Venus Williams      | 3. Runde        |
| 04. | Jelena Dementjewa   | 3. Runde        |
| 05. | Jelena Janković     | Achtelfinale    |
| 06. | Wera Swonarjowa     | Rückzug         |
| 07. | Swetlana Kusnezowa  | Sieg            |
| 08. | Ana Ivanović        | Achtelfinale    |
| 09. | Wiktoryja Asaranka  | Viertelfinale   |
| 10. | Caroline Wozniacki  | 3. Runde        |
| 11. | Nadja Petrowa       | 2. Runde        |
| 12. | Agnieszka Radwańska | Achtelfinale    |
| 13. | Marion Bartoli      | 2. Runde        |
| 14. | Flavia Pennetta     | 1. Runde        |
| 15. | Zheng Jie           | 2. Runde        |
| 16. | Amélie Mauresmo     | 1. Runde        |

| Nr. | Spielerin                    | Erreichte Runde |
| --- | ---------------------------- | --------------- |
| 17. | Patty Schnyder               | 1. Runde        |
| 18. | Anabel Medina Garrigues      | 2. Runde        |
| 19. | Kaia Kanepi                  | 1. Runde        |
| 20. | Dominika Cibulková           | Halbfinale      |
| 21. | Alizé Cornet                 | 2. Runde        |
| 22. | Carla Suárez Navarro         | 3. Runde        |
| 23. | Alissa Kleibanowa            | 1. Runde        |
| 24. | Aleksandra Wozniak           | Achtelfinale    |
| 25. | Li Na                        | Achtelfinale    |
| 26. | Anna Tschakwetadse           | 1. Runde        |
| 27. | Anastassija Pawljutschenkowa | 3. Runde        |
| 28. | Sybille Bammer               | 2. Runde        |
| 29. | Ágnes Szávay                 | Achtelfinale    |
| 30. | Samantha Stosur              | Halbfinale      |
| 31. | Peng Shuai                   | 1. Runde        |
| 32. | Iveta Benešová               | 3. Runde        |

## Herrendoppel
Setzliste
| Nr. | Paarung                              | Erreichte Runde |
| --- | ------------------------------------ | --------------- |
| 01. | Daniel Nestor Nenad Zimonjić         | Halbfinale      |
| 02. | Bob Bryan Mike Bryan                 | Halbfinale      |
| 03. | Lukáš Dlouhý Leander Paes            | Sieg            |
| 04. | Mahesh Bhupathi Mark Knowles         | Achtelfinale    |
| 05. | Bruno Soares Kevin Ullyett           | Viertelfinale   |
| 06. | Mariusz Fyrstenberg Marcin Matkowski | 2. Runde        |
| 07. | Maks Mirny Andy Ram                  | 1. Runde        |
| 08. | Pablo Cuevas Luis Horna              | Achtelfinale    |

| Nr. | Paarung                          | Erreichte Runde |
| --- | -------------------------------- | --------------- |
| 09. | Łukasz Kubot Oliver Marach       | 2. Runde        |
| 10. | Marcelo Melo André Sá            | 1. Runde        |
| 11. | Jeff Coetzee Jordan Kerr         | 1. Runde        |
| 12. | František Čermák Michal Mertiňák | 2. Runde        |
| 13. | Stephen Huss Ross Hutchins       | 1. Runde        |
| 14. | Rik De Voest Ashley Fisher       | Achtelfinale    |
| 15. | Travis Parrott Filip Polášek     | 2. Runde        |
| 16. | Martin Damm Robert Lindstedt     | 1. Runde        |

## Damendoppel
Setzliste
| Nr. | Paarung                                            | Erreichte Runde |
| --- | -------------------------------------------------- | --------------- |
| 01. | Cara Black Liezel Huber                            | Halbfinale      |
| 02. | Květa Peschke Lisa Raymond                         | Achtelfinale    |
| 03. | Anabel Medina Garrigues Virginia Ruano Pascual     | Sieg            |
| 04. | Samantha Stosur Rennae Stubbs                      | Achtelfinale    |
| 05. | Serena Williams Venus Williams                     | Achtelfinale    |
| 06. | Nuria Llagostera Vives María José Martínez Sánchez | 1. Runde        |
| 07. | Daniela Hantuchová Ai Sugiyama                     | Achtelfinale    |
| 08. | Marija Kirilenko Flavia Pennetta                   | Achtelfinale    |

| Nr. | Paarung                             | Erreichte Runde |
| --- | ----------------------------------- | --------------- |
| 09. | Hsieh Su-wei Peng Shuai             | Halbfinale      |
| 10. | Bethanie Mattek-Sands Nadja Petrowa | Viertelfinale   |
| 11. | Anna-Lena Grönefeld Patty Schnyder  | Viertelfinale   |
| 12. | Wiktoryja Asaranka Jelena Wesnina   | Finale          |
| 13. | Vania King Monica Niculescu         | Achtelfinale    |
| 14. | Chuang Chia-jung Sania Mirza        | 2. Runde        |
| 15. | Nathalie Dechy Mara Santangelo      | 1. Runde        |
| 16. | Yan Zi Zheng Jie                    | Viertelfinale   |

## Mixed
Setzliste
| Nr. | Paarung                       | Erreichte Runde |
| --- | ----------------------------- | --------------- |
| 01. | Bob Bryan Liezel Huber        | Sieg            |
| 02. | Leander Paes Cara Black       | Achtelfinale    |
| 03. | Marcin Matkowski Lisa Raymond | Achtelfinale    |
| 04. | Maks Mirny Nadja Petrowa      | Halbfinale      |

| Nr. | Paarung                             | Erreichte Runde |
| --- | ----------------------------------- | --------------- |
| 05. | André Sá Ai Sugiyama                | Viertelfinale   |
| 06. | Daniel Nestor Jelena Wesnina        | Achtelfinale    |
| 07. | Nenad Zimonjić Yan Zi               | 1. Runde        |
| 08. | Stephen Huss Virginia Ruano Pascual | 1. Runde        |

## Junioreneinzel
Setzliste
| Nr. | Spieler           | Erreichte Runde |
| --- | ----------------- | --------------- |
| 01. | Huang Liang-chi   | 1. Runde        |
| 02. | Bernard Tomic     | Achtelfinale    |
| 03. | Andrea Collarini  | Viertelfinale   |
| 04. | Shūichi Sekiguchi | 2. Runde        |
| 05. | Julen Urigüen     | 1. Runde        |
| 06. | Julien Obry       | 1. Runde        |
| 07. | Denis Kudla       | 1. Runde        |
| 08. | Hsieh Cheng-peng  | 1. Runde        |

| Nr. | Spieler          | Erreichte Runde |
| --- | ---------------- | --------------- |
| 09. | Facundo Argüello | 1. Runde        |
| 10. | Agustín Velotti  | Achtelfinale    |
| 11. | Gianni Mina      | Finale          |
| 12. | David Souto      | Achtelfinale    |
| 13. | Tennys Sandgren  | Achtelfinale    |
| 14. | Dominik Schulz   | Halbfinale      |
| 15. | José Pereira     | 2. Runde        |
| 16. | Yannik Reuter    | Achtelfinale    |

## Juniorinneneinzel
Setzliste
| Nr. | Spielerin               | Erreichte Runde |
| --- | ----------------------- | --------------- |
| 01. | Laura Robson            | 2. Runde        |
| 02. | Ana Bogdan              | 1. Runde        |
| 03. | Xenija Perwak           | Halbfinale      |
| 04. | Tímea Babos             | Achtelfinale    |
| 05. | Noppawan Lertcheewakarn | 1. Runde        |
| 06. | Ajla Tomljanović        | Achtelfinale    |
| 07. | Lauren Embree           | 1. Runde        |
| 08. | Elena Bogdan            | Achtelfinale    |

| Nr. | Spielerin            | Erreichte Runde |
| --- | -------------------- | --------------- |
| 09. | Kristina Mladenovic  | Sieg            |
| 10. | Camila Silva         | 1. Runde        |
| 11. | Silvia Njirić        | Viertelfinale   |
| 12. | Olivia Rogowska      | 2. Runde        |
| 13. | Heather Watson       | 1. Runde        |
| 14. | Christina McHale     | Achtelfinale    |
| 15. | Sloane Stephens      | Halbfinale      |
| 16. | Verónica Cepede Royg | 2. Runde        |

## Juniorendoppel
Setzliste
| Nr. | Paarung                          | Erreichte Runde |
| --- | -------------------------------- | --------------- |
| 01. | Andrea Collarini Agustín Velotti | Achtelfinale    |
| 02. | Gianni Mina Julien Obry          | Achtelfinale    |
| 03. | Tennys Sandgren Julen Urigüen    | 1. Runde        |
| 04. | Guilherme Clezar Huang Liang-chi | Finale          |

| Nr. | Paarung                          | Erreichte Runde |
| --- | -------------------------------- | --------------- |
| 05. | Evan King Denis Kudla            | Viertelfinale   |
| 06. | Dominik Schulz David Souto       | Halbfinale      |
| 07. | Hiroyasu Ehara Shūichi Sekiguchi | Viertelfinale   |
| 08. | Arthur De Greef Yannik Reuter    | 1. Runde        |

## Juniorinnendoppel
Setzliste
| Nr. | Paarung                              | Erreichte Runde |
| --- | ------------------------------------ | --------------- |
| 01. | Ana Bogdan Ajla Tomljanović          | 1. Runde        |
| 02. | Elena Bogdan Noppawan Lertcheewakarn | Sieg            |
| 03. | Tímea Babos Heather Watson           | Finale          |
| 04. | Kristina Mladenovic Silvia Njirić    | Viertelfinale   |

| Nr. | Paarung                           | Erreichte Runde |
| --- | --------------------------------- | --------------- |
| 05. | Verónica Cepede Royg Camila Silva | Achtelfinale    |
| 06. | Jana Butschina Xenija Perwak      | Halbfinale      |
| 07. | Beatrice Capra Lauren Embree      | Viertelfinale   |
| 08. | Christina McHale Sloane Stephens  | Achtelfinale    |

## Herreneinzel-Rollstuhl
Setzliste
| Nr. | Spieler         | Erreichte Runde |
| --- | --------------- | --------------- |
| 01. | Shingo Kunieda  | Sieg            |
| 02. | Stéphane Houdet | Finale          |

## Dameneinzel-Rollstuhl
Setzliste
| Nr. | Spielerin      | Erreichte Runde |
| --- | -------------- | --------------- |
| 01. | Esther Vergeer | Sieg            |
| 02. | Korie Homan    | Finale          |

## Herrendoppel-Rollstuhl
Setzliste
| Nr. | Paarung                           | Erreichte Runde |
| --- | --------------------------------- | --------------- |
| 01. | Stéphane Houdet Michaël Jeremiasz | Sieg            |
| 02. | Shingo Kunieda Stefan Olsson      | Halbfinale      |

## Damendoppel-Rollstuhl
Setzliste
| Nr. | Paarung                             | Erreichte Runde |
| --- | ----------------------------------- | --------------- |
| 01. | Korie Homan Esther Vergeer          | Sieg            |
| 02. | Florence Gravellier Jiske Griffioen | Halbfinale      |